# Drzewce (przystanek kolejowy)
Drzewce – przystanek kolejowy w Drzewcach, w gminie Torzym, w powiecie sulęcińskim, w województwie lubuskim, w Polsce. Znajdują się tu 2 perony.

## Ruch pasażerski[1]
| Rok  | Wymiana pasażerska na dobę |
| ---- | -------------------------- |
| 2017 | 10-19                      |
| 2018 | 10-19                      |
| 2019 | 10-19                      |
| 2020 | 10-19                      |
| 2021 | 10-19                      |
| 2022 | 10-19                      |
| 2023 | 10-19                      |

## II wojna światowa
W nocy z 26 na 27 grudnia 1941 roku doszło tu do katastrofy (zderzenia dwóch pociągów). Liczba ofiar wahała się od 33 do 281.